# Dysstroma csehi
Dysstroma csehi là một loài bướm đêm trong họ Geometridae.